# Reina de las Nieves
La Reina de las Nieves (en danés: Snedronningen), también llamada en algunos medios como la Reina de Hielo, es un personaje ficticio y el personaje titular del cuento de hadas danés La reina de las nieves, creado por el escritor Hans Christian Andersen. Según el mismo autor, se inspiro en Jenny Lind, una cantante de ópera que lo rechazó como pretendiente, lo que lo llevó a que la viera como una figura fría.
Debido a que su nombre nunca fue revelado en el cuento de hadas, diversos medios la han nombrado de diferentes formas como por ejemplo: Ingrid en la serie Once Upon a Time, Freya en la película El cazador y la reina del hielo y Elsa en la franquicia de Frozen.
La Reina de las Nieves es una malvada bruja que en el cuento de hadas, aunque su apariencia es descrita como bella como la nieve, su corazón es tan frío como el hielo. Su historia es didáctica, significando que no se tiene que tener un corazón frío hacia las personas, sino tener un buen corazón, y mostrándose el triunfo del bien sobre el mal.
En algunas versiones del cuento de hadas y medios adaptados modernos, la Reina de las Nieves es reimaginada o retratada con más simpatía. En algunas de esas historias se desempeña como protagonista e incluso es retratada como antihéroe o héroe trágico.

## Descripción física
La Reina de las Nieves es una mujer muy hermosa pero a la vez muy malvada. Es además una hechicera que es descrita como una mujer que siempre lleva ropa blanca.

## Biografía ficticia del personaje

### Contexto inicial
Al Inicio de la historia, se muestra un pueblito en donde viven dos niños: Kai y Gerda. Ambos son buenos amigos además de vecinos, y tienen un jardín de rosas juntos. La abuela de Kai, con quien él vive, siempre le advierte sobre la Reina de las Nieves. Además, con el paso del tiempo Kai se enamora de Gerda.

### Aparición y papel en el cuento

#### Encuentros con Kai y secuestro
La Reina de las Nieves aparece durante una noche de invierno invitando a Kai para que le haga compañía, pero él se rehusa a irse con ella debido a lo que siente por su amiga. Luego, un pedazo del espejo del Diablo —transportado por un copo de nieve— lastima a Kai penetrándose en sus ojos y en su corazón, y por ende, Kai se vuelve sociópata y violento.
El hechizo causa que Kai destruya el jardín de rosas, se vuelva verbalmente abusivo con su abuela y se vuelva indiferente con Gerda, debido a que ahora todos le parecían personas horribles y malvadas. Debido a ello, Kai termina acompañando a la Reina, quien le da dos besos: el primero es para que el frío no lo afecte y el segundo es para que no se acuerde de sus seres queridos, mientras que un tercer beso causaría que Kai muriera.

### Confrontación con Gerda y liberación de Kai
Gerda, quien había viajado para encontrar a Kai, termina encontrando el castillo de la Reina, descubriendo que Kai permanece cautivo y que la Reina solo lo dejará escapar de su cautiverio si logra formar la palabra que le diga a Kai con solo copos de nieve y hielo.
Gerda entonces se dirige hacia Kai y termina llorando de la tristeza, pero Kai se aleja de ella. Luego, Gerda tiene un colapso terminando en que una lágrima suya consigue llegar a los ojos de Kai, deshaciéndose así el hechizo del Diablo y haciendo que Kai vuelva a la normalidad y recuerde a sus familiares y amigos, incluyendo a Gerda.
Ya liberados, Kai y Gerda terminan volviendo al pueblo. Al llegar ahí, Kai y Gerda se dan cuenta de que nada ha cambiado, sin embargo ellos sí, ya que ahora son mayores.

## En otros medios

### Adaptaciones directas

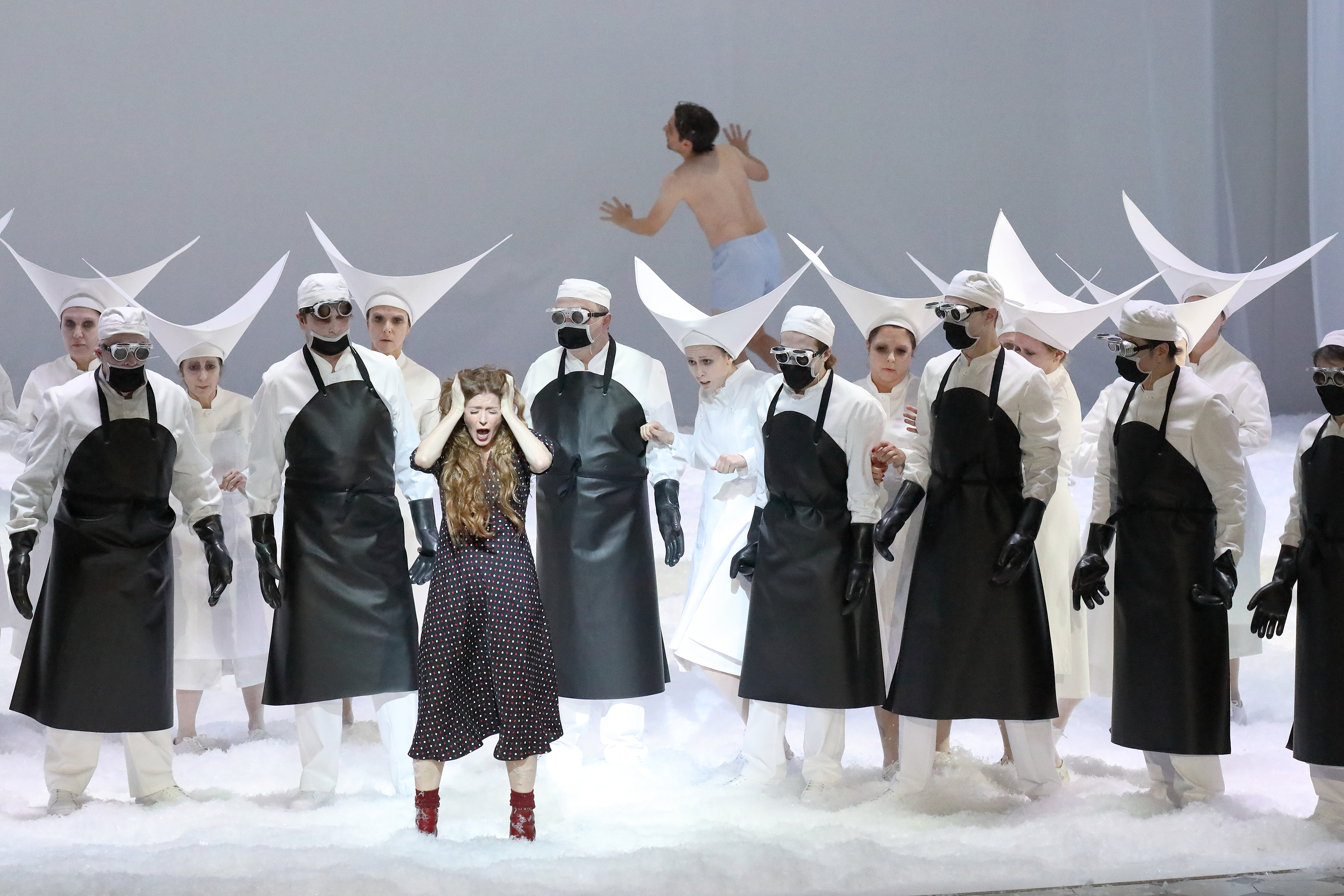
Ópera La reina de las nieves (2019), Ópera Estatal de Baviera.

La reina de las nieves goza de gran aceptación entre el público y ha tenido gran difusión internacional; por lo que ha sido adaptada en diversos medios de comunicación en numerosas ocasiones a lo largo de la historia. Entre las adaptaciones más relevantes destacan:
- Снежная королева (en español: Reina de las nieves), obra de teatro en cuatro actos escrita por Yevgueni Shvarts, representada en 1939.

#### Cine
- La reina de las nieves, película animada soviética de 1957 producida por Soyuzmultfilm, dirigida por Lev Atamánov y protagonizada por las voces de Mariya Babanova como la Reina de las Nieves, Anna Komolova como Kai y Yanina Zheymo como Gerda.
- La reina de las nieves, película animada soviética de 1967 producida por Lenfilm y dirigida por Gennadi Kazansky.
- El secreto de la reina de las nieves, película soviética de 1986 producida por Studio Ekran y dirigida por Mykola Oleksandrovich.
- La reina de las nieves, película finlandesa de 1986 producida por la Fundación de Cine Finlandés y dirigida por Päivi Hartzell.
- La reina de las nieves, película animada británica de 1995 producida y dirigida por Martin Gates.
- La reina de las nieves, película animada rusa de 2012 dirigida por Vladlen Barbe y Maxim Sveshnikov basada en el cuento original. Cuenta con tres secuelas más.

#### Televisión
- La reina de las nieves, película para televisión estadounidense de 2002 producida por Hallmark Entertainment, dirigida por David Wu y protagonizada por Bridget Fonda como la Reina de las Nieves, Chelsea Hobbs como Gerda y Jeremy Guilbaut como Kai.
- La reina de las nieves, película para televisión británica de 2005 producida por la BBC, comisionada por Michael Carrington y dirigida por Julian Gibbs.
- La reina de las nieves, anime japonés de 2005 producido por TMS Entertainment  y dirigido por Osamu Dezaki. Cuenta con las voces de Mayo Suzukaze como la Reina de las Nieves, Ayako Kawasumi como Gerda y Rio Natsuki como Kai.

#### Opera
- The Snow Queen, ópera en seis escenas y prólogo compuesta en 1992 por el compositor británico Matthew King, con libreto de Andrew McKinnon.
- The Snow Queen, ópera en tres actos, estrenada el 13 de octubre de 2019 en Copenhague. Comisionada por el Teatro Real de Copenhague al compositor danés Hans Abrahamsen, con libreto de Henrik Engelbrecht.

### Versiones alternas

#### Érase una vez
Un personaje inspirado en la Reina de las Nieves llamada Ingrid (interpretada por Elizabeth Mitchell) aparece en la serie de televisión de ABC, Érase una vez. 
Ingrid es la tía de Anna (Elizabeth Lail) y Elsa (Georgina Haig) y la hermana mayor de Gerda y Helga, ambas fallecidas hace mucho tiempo. Ingrid al igual que su sobrina Elsa, nace con poderes mágicos que le permiten crear y manipular el frío, el hielo y la nieve, y al igual que ella los escondio por gran parte de su vida por miedo de ser considerada un monstruo hasta que tras perder el control de sus poderes accidentalmente mata a Helga congelándola, aunque el ataque iba dirigido originalmente al Duque de Weselton, quien la altera diciéndole monstruo y escudándose atrás de Helga. Como resultado Gerda la termina encerrando en una urna que les entregó Rumplestiltskin en caso de que los poderes de Ingrid se vuelvan demasiado peligrosos. Muchos años después, Ingrid es liberada de la urna por Hans, a quien congela por haberla llamado monstruo. Ingrid sirve como la villana principal de la primera parte de la cuarta temporada de la serie. Muere sacrificándose después de que toma conciencia y se da cuenta de que sus hermanas nunca la dejaron de amar.

#### El Cazador y la Reina del Hielo
Otro personaje basado libremente en la Reina de las Nieves llamada Freya, más conocida como La Reina del Hielo (interpretada por Emily Blunt), es la hermana menor de la Reina Ravenna. Después de que su bebé muere en un incendio, Freya cierra su corazón para ya no sufrir, hasta que años después se entera de que Ravenna hechizo a su novio para que matara a la bebé debido a que la hija de Freya sería mucho más hermosa que ella al crecer. Estas palabras ponen a Freya al límite, por lo que combate contra su hermana. Al final Ravenna lastima faltamente a Freya quien muere en los brazos de Eric y Sara.

#### Maléfica: Dueña del mal
La película de Disney Maléfica: Dueña del Mal, secuela de Maléfica, toma diversos nombres y aspectos del cuento de Andersen, como el nombre de la Reina Ingrith (interpretada por Michelle Pfeiffer), la madre del Príncipe Phillip y la principal antagonista del filme, quien quiere exterminar a todos los Dark Fae porque los culpa de matar a su hermano e indirectamente de arruinar su vida.

#### Versión de Disney
Creada por los coguionistas y directores Chris Buck y Jennifer Lee, Elsa (expresada originalmente por Idina Menzel y en español por Carmen Sarahí y Gisela) está ligeramente inspirada en el personaje principal de La reina de las nieves, el cuento danés de Hans Christian Andersen. En esta adaptación de Disney, el personaje es introducido como la primera princesa del ficticio pueblo escandinavo de Arendelle, siendo la heredera al trono y la hermana mayor de la Princesa Anna (expresada en inglés por Kristen Bell y en español por Romina Marroquín). Elsa es mencionada como portadora de poderes mágicos criogénicos, los cuales involuntariamente crean un eterno invierno en Arendelle el día de su coronación. A través del filme, ella lucha primero por controlar y conservar sus habilidades y luego por tratar de liberarse a sí misma de sus temores sin hacerle daño a nadie.